# Луч смерти
Луч сме́рти — проект лучевого оружия, способного поражать цель на расстоянии при помощи направленного излучения.
Впервые сообщения о лучах смерти появляются ещё у древних греков. Плутарх и Тит Ливий упоминают, что во время осады Сиракуз (212 год до н. э.) римский флот был сожжён защитниками города, которые при помощи параболических зеркал и отполированных до блеска щитов сфокусировали на них солнечные лучи по приказу Архимеда.

## Луч смерти в фантастике
Впервые в значимом произведении в 1898 году поражающие противника лучи описал в «Войне миров» Герберт Уэллс:

До сих пор ещё не объяснено, каким образом марсиане могут умерщвлять людей так быстро и так бесшумно. Многие предполагают, что они как-то концентрируют интенсивную теплоту в абсолютно не проводящей тепло камере. Эту конденсированную теплоту они бросают параллельными лучами на тот предмет, который они избрали целью, при посредстве полированного параболического зеркала из неизвестного вещества, подобно тому как параболическое зеркало маяка отбрасывает снопы света. Но никто не сумел убедительно это доказать. Несомненно одно: здесь действуют тепловые лучи. Тепловые невидимые лучи вместо видимого света. Всё, что только может гореть, превращается в языки пламени при их прикосновении; свинец растекается, как жидкость; железо размягчается; стекло трескается и плавится, а когда они падают на воду, она мгновенно превращается в пар.

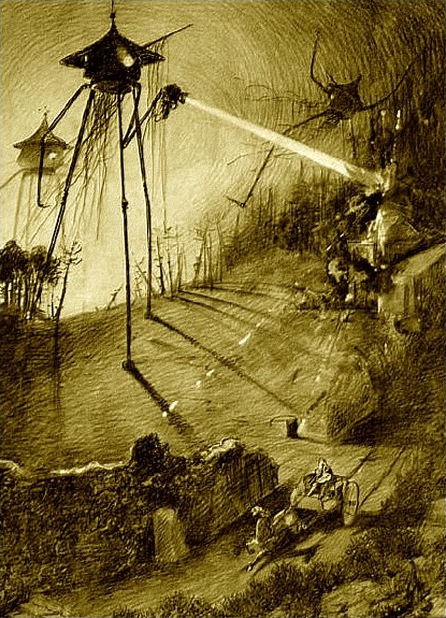
Марсиане применяют «лучи смерти». Илл. Энрике Корреа (1906) к роману Герберта Уэллса «Война миров»

В Советской России в 1925 году Госкино выпустило фантастический фильм «Луч смерти». Строго говоря, показанный в фильме прибор в точном смысле не является «лучом смерти», поскольку не убивает человека непосредственно, а взрывает на большом расстоянии горючее в баках самолетов.
Оружие, основанное на подобных принципах, описал А. Н. Толстой в романе «Гиперболоид инженера Гарина» (1927).

## Создание луча смерти
В начале XX века идея создания лучей смерти была весьма популярной. Известный учёный Никола Тесла неоднократно утверждал, что он создал лучи смерти в 1930-х годах, которые назвал «Teleforce». В России подобными исследованиями занимался петербургский профессор Михаил Филиппов, погибший при загадочных обстоятельствах в 1903 году. В 1913 году итальянский химик Джулио Уливи предложил британскому адмиралтейству способ подрыва мин с помощью невидимых лучей.
История продолжилась после окончания Первой мировой войны. Англичанин Гарри Гринделл Мэтьюс демонстрировал «дьявольские лучи», европейская пресса заявляла, что немцы вступили в сговор с большевиками и работают над созданием смертельных лучей в России. В 1925 году некий англичанин Грилович предложил Красной Армии свои услуги по разработке лучей смерти. Однако вскоре он бесследно исчез.
В 1930-х годах повальное увлечение лучами смерти пошло на спад.

## Лучи Филиппова
Известный петербургский учёный Михаил Филиппов был найден 25 (12) июня 1903 мёртвым в лаборатории. Из письма, посланного им накануне смерти в редакцию газеты «Санкт-Петербургские ведомости», стало известно, что он работал над способом «электрической передачи на расстояние волны взрыва».

Взрывная волна полностью передаётся вдоль несущей электромагнитной волны. И таким образом, заряд динамита, взорванный в Москве, может передать своё воздействие в Константинополь.
— Письмо в редакцию газеты «Санкт-Петербургские ведомости», 24 (11) июня 1903

## Лучи смерти в реальности
Реальное применение «лучей смерти» стало возможным после изобретения лазера советскими учеными Басовым и Прохоровым, удостоенными за это Нобелевской премии вместе с американцем Чарльзом Таунсом. Разработки лазерного оружия ведутся в разных государствах с 1970—1980-х годов.
Американская корпорация Boeing совместно с ВВС США 2 сентября 2009 года на территории авиабазы Киртланд (штат Нью-Мексико) провела успешное испытание лазерного оружия. В качестве цели был выбран неподвижный автомобиль на территории ракетного полигона White Sands. Лазер, установленный на самолёте С-130H, навели на объект, а потом уничтожили его точным выстрелом. Российский боевой лазерный комплекс «Пересвет», способный поражать цели на большой дальности, находится на вооружении с 2019 г.
Ранее американские ВВС уже проводили испытание такого оружия. В августе 2009 года, в рамках эксперимента, лазерный комплекс, установленный на платформе лайнера «Боинг 747-400», перехватил, отследил и уничтожил учебную ракету.
Система, названная Boeing YAL-1 Airborne Laser (ABL), представляет собой сочетание кислородно-иодного химического лазера мощностью около мегаватта и двух киловаттных лазеров, предназначенных для подсветки стартующих ракет. Комплекс предназначен для уничтожения тактических боеголовок, отличающихся от стратегических сокращённым радиусом действия и меньшей скоростью полёта.
После старта такой ракеты система подсветит её обычными лазерами, а затем, внеся поправки на скорость полёта, атмосферные явления и прочность ракеты, уничтожит мегаваттным лазером, расположенным в хвостовой части самолёта и направленным на цель с помощью системы зеркал, закреплённой на носу. По расчётам конструкторов, дальность действия оружия должна составить от 300 до 600 километров.
В ходе испытания 11 февраля 2010 года на полигоне в штате Калифорния лазер высокой мощности, размещённый на платформе воздушного базирования (Boeing 747-400F), уничтожил жидкостную баллистическую ракету на разгонном участке траектории.